# Редуту
Редуту (порт. Reduto) — муниципалитет в Бразилии, входит в штат Минас-Жерайс. Составная часть мезорегиона Зона-да-Мата. Находится в составе крупной городской агломерации . Входит в экономико-статистический микрорегион Маньюасу. Население составляет 6835 человек на 2006 год. Занимает площадь 151,308 км². Плотность населения — 45,2 чел./км².
Праздник города — 19 ноября. 

## История
Город основан в 1945 году.

## Статистика
- Валовой внутренний продукт на 2003 год составляет 23 087 504,00 реалов (данные: Бразильский институт географии и статистики).
- Валовой внутренний продукт на душу населения на 2003 год составляет 3597,87 реалов (данные: Бразильский институт географии и статистики).
- Индекс развития человеческого потенциала на 2000 год составляет 0,715 (данные: Программа развития ООН).